# ألكسندر غرونبرغ-تزفيتينوفيتش
ألكسندر ليونوفيتش غرونبرغ-تزفيتينوفيتش (1 مارس 1930 - 3 مارس 1995) (بالروسية: Алекса́ндр Лео́нович Грю́нберг-Цветино́вич) هو لغوي روسي متخصص في اللغات الهندية الإيرانية وبالأخص لغات أفغانستان.
في عام 1952 تخرج من جامعة سانت بطرسبرغ الحكومية في قسم فقه اللغة الإيرانية.
ارتكزت دراساته حول الوصف النحوي للغات الإيرانية الحية، ونشر النصوص والقواميس والترجمات. وقد ألّف حوالي 100 منشور علمي.